# Жеральд Пассі
Жеральд Пассі (фр. Gérald Passi, нар. 21 січня 1964, Альбі) — французький футболіст, що грав на позиції півзахисника.
Виступав, зокрема, за клуби «Монпельє» та «Тулуза», а також національну збірну Франції.
Володар Кубку Франції. 

## Клубна кар'єра
У 1981 році підписав свій перший професіональний контракт з клубом «Монпельє». 3 березня 1982 року дебютував у вищому дивізіоні французького чемпіонату в матчі «Монпельє»-«Тур» (3:1). По завершенні сезону 1981/82 років разом з командою вилетів з Ліги 1. У «Монпельє» провів чотири сезони, взявши участь у 72 матчах чемпіонату. 
Своєю грою за цю команду привернув увагу представників тренерського штабу клубу «Тулуза», до складу якого приєднався 1985 року. У сезоні 1986/87 років у матчах плей-оф Кубку УЄФА відзначився хет-триком у воротах московського «Спартака». У той день ворота московського клубу захищав легендарний Рінат Дасаєв. Відіграв за команду з Тулузи наступні п'ять сезонів своєї ігрової кар'єри. Більшість часу, проведеного у складі «Тулузи», був основним гравцем команди.
З 1990 по 1992 рік грав у складі «Монако», в якому відзначився ще одним ключовим голом у своїй кар'єрі. На останній хвилині фінального поєдинку кубку Франції 1991 року між «Монако» та «Марселем», гольову передачу на Пассі віддав Рамон Діас. Той гол став переможним для «Монако», при цьому цікавим є той факт, що ні Жеральд Пассі, ні Рамон Діас не розпочинали той поєдинок у стартовому складі. У сезоні 1991/92 років разом з командою грав у фіналі Кубку володарів кубків. У ньому «Монако» з рахунком 0:2 поступилося бременському «Вердеру», а Пассі відіграв усі 90 хвилин.
Згодом з 1992 по 1994 рік грав у складі «Сент-Етьєна». 
У січні 1995 року став одним з перших французів, які переїхали до Японії. Там він підписав контракт з «Нагоя Грампус» з Джей-ліги, який на той час тренував його співвітчизник, Арсен Венгер. У складі японського клубу Жеральд завершив кар'єру футболіста.

## Виступи за збірну
29 квітня 1987 року дебютував у складі національної збірної Франції у переможному (2:0) матчі проти Ісландії, після цього матчу його почали розглядати як майбутнього спадкоємця Мішеля Платіні. Протягом кар'єри у національній команді, яка тривала усього 2 роки, провів у формі головної команди країни 11 матчів, забивши 2 голи. Його виступи у футболці національної збірної завершилися 22 жовтня 1988 року після катастрофічної для французів нічиї проти Кіпру, крім того після цього матчу Жеральд посварився з головним тренером збірної Франції, Анрі Мішелем.

## Клубна статистика
| Клубні виступи | Клубні виступи    | Клубні виступи | Ліга  | Ліга |
| Сезон          | Клуб              | Ліга           | Матчі | Голи |
| Франція        | Франція           | Франція        | Ліга  | Ліга |
| -------------- | ----------------- | -------------- | ----- | ---- |
| 1981/82        | Монпельє          | Ліга 1         | 4     | 0    |
| 1982/83        | Монпельє          | Ліга 2         | 16    | 1    |
| 1983/84        | Монпельє          | Ліга 2         | 29    | 2    |
| 1984/85        | Монпельє          | Ліга 2         | 23    | 3    |
| 1985/86        | Тулуза            | Ліга 1         | 35    | 10   |
| 1986/87        | Тулуза            | Ліга 1         | 37    | 12   |
| 1987/88        | Тулуза            | Ліга 1         | 22    | 8    |
| 1988/89        | Тулуза            | Ліга 1         | 28    | 3    |
| 1989/90        | Тулуза            | Ліга 1         | 26    | 8    |
| 1990/91        | Монако            | Ліга 1         | 29    | 4    |
| 1991/92        | Монако            | Ліга 1         | 30    | 6    |
| 1992/93        | Сент-Етьєн        | Ліга 1         | 36    | 5    |
| 1993/94        | Сент-Етьєн        | Ліга 1         | 14    | 2    |
| 1994/95        | Сент-Етьєн        | Ліга 1         | 13    | 2    |
| Японія         | Японія            | Японія         | Ліга  | Ліга |
| 1995           | Нагоя Грампус Ейт | Джей-ліга      | 25    | 3    |
| Країна         | Франція           | Франція        | 342   | 66   |
| Країна         | Японія            | Японія         | 25    | 3    |
| Загалом        | Загалом           | Загалом        | 367   | 69   |

## Статистика виступів у збірній
| національна збірна Франції | національна збірна Франції | національна збірна Франції |
| Рік                        | Матчі                      | Голи                       |
| -------------------------- | -------------------------- | -------------------------- |
| 1987                       | 4                          | 0                          |
| 1988                       | 7                          | 2                          |
| Загалом                    | 11                         | 2                          |

| Матчі і голи у збірній | Матчі і голи у збірній | Матчі і голи у збірній | Матчі і голи у збірній | Матчі і голи у збірній | Матчі і голи у збірній | Матчі і голи у збірній |
| #                      | Дата                   | Стадіон                | Rywal                  | Суперник               | Гол                    | Змагання               |
| 1987                   | 1987                   | 1987                   | 1987                   | 1987                   | 1987                   | 1987                   |
| ---------------------- | ---------------------- | ---------------------- | ---------------------- | ---------------------- | ---------------------- | ---------------------- |
| 1.                     | 29.04.1987             | Париж, Франція         | Ісландія               | 2:0                    | 0                      | кв. ЄВРО 1988          |
| 2.                     | 16.06.1987             | Осло, Норвегія         | Норвегія               | 0:2                    | 0                      | кв. ЄВРО 1988          |
| 3.                     | 12.08.1987             | Берлін, НДР            | Німеччина              | 1:2                    | 0                      | товариський            |
| 4.                     | 09.09.1987             | Москва, СРСР           | СРСР                   | 1:1                    | 0                      | кв. ЄВРО 1988          |
| 1988                   |                        |                        |                        |                        |                        |                        |
| 5.                     | 27.01.1988             | Рамат-Ган, Ізраїль     | Ізраїль                | 1:1                    | 0                      | товариський            |
| 6.                     | 02.02.1988             | Тулуза, Франція        | Швейцарія              | 2:1                    | 1                      | Турне Франції 1988     |
| 7.                     | 05.02.1988             | Монако, Монако         | Марокко                | 2:1                    | 0                      | Турне Франції 1988     |
| 8.                     | 23.03.1988             | Бордо, Франція         | Іспанія                | 2:1                    | 1                      |                        |
| 9.                     | 24.08.1988             | Париж, Франція         | Чехословаччина         | 1:1                    | 0                      | товариський            |
| 10.                    | 28.09.1988             | Париж, Франція         | Норвегія               | 1:0                    | 0                      | кв. ЧС 1990            |
| 11.                    | 22.10.1988             | Нікосія, Кіпр          | Кіпр                   | 1:1                    | 0                      | кв. ЧС 1990            |

## Титули і досягнення
- Кубка Франції («Монако»):
  -  Володар (1): 1991

- Ліга 1 («Монако»):
  -  Срібний призер (2): 1991, 1992

- Кубок володарів кубків УЄФА («Монако»):
  -  Фіналіст (1): 1992

## Особисте життя
Брат Жеральда Пассі, Франк Пассі, також був професіональним футболістом.

## Після завершення кар'єри
Після завершення кар'єри Джеральд повернувся до Франції та оселився в місті Аннесі, де відкрив конструкторське бюро та компанію, яка займалася імпортом та експортом товарів.